# Броа (Оаза)
Броа (фр. Broyes) насеље је и општина у североисточној Француској у региону Пикардија, у департману Оаза која припада префектури Клермон.
По подацима из 2011. године у општини је живело 162 становника, а густина насељености је износила 33,75 становника/km². Општина се простире на површини од 4,8 km². Налази се на средњој надморској висини од 185 метара (максималној 156 m, а минималној 88 m).

## Демографија
| 1962. | 1968. | 1975. | 1982. | 1990. | 1999. | 2011. |
| ----- | ----- | ----- | ----- | ----- | ----- | ----- |
| 90    | 130   | 149   | 145   | 124   | 112   | 162   |

График промене броја становника у току последњих година